# Dianema
Dianema es un pequeño género de peces de agua dulce de la familia Callichthyidae en el orden de los silúridos. Sus 2 especies habitan en aguas cálidas del centro-norte de América del Sur, y son denominadas comúnmente carachas en Ecuador, yiruis en el Perú, y portoles en el comercio acuarista. La especie que alcanza mayor longitud (Dianema urostriatum) ronda los  8,4 cm de largo total.
Las especies de Dianema tienen el hábito de nadar entre dos aguas, en contraste con el resto de los la mayoría de los calíctidos que lo hacen en la parte inferior de la columna de agua.

## Taxonomía
Este género fue descrito originalmente en el año 1871 por el ictiólogo estadounidense Edward Drinker Cope. Su especie tipo es Dianema longibarbis.
Etimología
Etimológicamente el nombre genérico Dianema se construye con palabras del idioma griego, en donde: di significa 'dos' y nema es 'filamento'.
Especies
Este género se subdivide en 2 especies:
- Dianema longibarbis Cope, 1872
- Dianema urostriatum (A. Miranda-Ribeiro, 1912)

## Distribución y hábitat
Sus especies se distribuyen en cursos fluviales de aguas cálidas del centro-norte de Sudamérica, en la cuenca del Amazonas, tanto en su curso principal como en los tramos inferiores de sus tributarios. Se las ha registrado en el oeste del Brasil y el este de Ecuador y del Perú.